# اتاوه
اِتاوه با جمعیت ۳۰۷٫۰۱۸ نفر در ایالت اوتار پرادش در کشور هند واقع شده‌است.